# District d'Asakuchi
Le district d'Asakuchi (浅口郡, Asakuchi-gun) est un district de la préfecture d'Okayama au Japon.
Au 1er février 2015, sa population était de 10 888 habitants pour une superficie de 12,23 km2 et une densité de population de 890 habitants au km².

## Commune du district
- Satoshō